# Festival de sacrifice de porcs de Nem Thuong

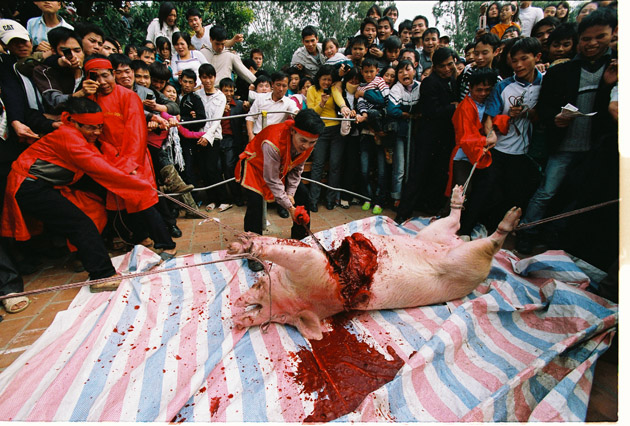
Sacrifice d'un porc pendant le festival, en 2009.

Le Festival de sacrifice de porcs de Nem Thuong est un festival vietnamien de la région du delta du Fleuve Rouge, qui a lieu dans le village de Nem Thuong (sous-district urbain de Khắc Niệm, ville de Bắc Ninh à l'est d'Hanoï, dans la province de Bắc Ninh). C'est une fête traditionnelle célébrée le 6e jour du premier mois de chaque année lunaire qui vise à commémorer les fondateurs du village (le chef de guerre Nguyễn Thủ Tiệp (vi) ou le général anti-impérial Đoàn Thượng (vi)) et la découpe de porc pour nourrir les troupes. Elle est en même temps l'occasion de prier pour une nouvelle année de paix et de souhaiter bonne chance.

## Histoire
Ce festival a une histoire de plus de 800 ans. Selon la légende, il est organisé à la mémoire d'un général d'une guerre civile. Poursuivi par l'ennemi, le général conduit l'armée qui se réfugie dans le village de Ném Thượng. Face au manque de nourriture, il ordonne à ses troupes d'abattre les porcs du village. Le général en question pourrait être le chef de guerre Nguyễn Thủ Tiệp (vi) (908 - 967) de la période des douze Su Quân ou le général anti-impérial Đoàn Thượng (vi) (1181-1228), désormais considéré comme la divinité protectrice du village.

## Déroulement
Le festival comprend notamment une marche et de la musique, mais le sacrifice des porcs en est l'élément central. Ceux-ci sont placés à terre, sur le dos, et sont tranchés en deux, vivants et conscients, avec une machette de cérémonie. Les villageois trempent ensuite des billets de banque dans le sang, pour s'attirer la bonne fortune.

## Critiques
Le festival est critiqué par les défenseurs des droits des animaux, au Vietnam et à l'étranger. L’association Animals Asia Foundation (en), qui militent contre ce festival. À partir de 2015 la condamnation dans le médias et les réseaux sociaux vietnamiens se fait plus forte.
En 2015, Hoàng Tuấn Anh, le ministre de la Culture, du Sport et du Tourisme, appelle les villageois à atténuer les aspects les plus sanglants du festival.